# Biopsja szpiku kostnego
Biopsja szpiku kostnego – badanie inwazyjne polegające na pobraniu w miejscowym znieczuleniu próbki krwi szpikowej (biopsja aspiracyjna) lub fragmentu kości i szpiku (trepanobiopsja) przy pomocy specjalnej igły. Badanie wykonuje się w przypadku podejrzenia choroby układu krwiotwórczego w celu postawienia właściwego rozpoznania, a w przypadku już rozpoznanych chorób - w celu oceny postępu leczenia. Materiał pobrany podczas badania poddaje się badaniu mikroskopowemu i innym badaniom laboratoryjnym. 

## Wskazania do badania
- Wskazania do biopsji aspiracyjnej
  - Pancytopenia
  - Cytopenia jedno- lub dwuukładowa o nieznanej etiologii
  - Niedokrwistości makrocytarne o nieustalonej etiologii
  - Stwierdzenie we krwi obwodowej młodych i niedojrzałych form rozwojowych krwinek (szczególnie blastów)
  - Leukocytoza o nieznanej przyczynie
  - Gammapatia monoklonalna
  - Zespoły mielodysplastyczne, zespoły mieloproliferacyjne i limfoproliferacyjne.
  - Gorączka o nieustalonej przyczynie
  - Powiększenie węzłów chłonnych, śledziony czy wątroby o nieznanej przyczynie
  - Monitorowanie chorych po leczeniu z powodu chorób układu krwiotwórczego, w tym chorych po przeszczepieniu szpiku kostnego.
- Wskazania do trepanobiopsji
  - Brak materiału z biopsji aspiracyjnej
  - Podejrzenie włóknienia szpiku
  - Podejrzenie przerzutów nowotworowych do szpiku
  - Podejrzenie choroby spichrzeniowej
  - Ustalenie stopnia aplazji lub hipoplazji szpiku
  - Monitorowanie leczenia hematologicznego

## Wykonanie badania
Szpik kostny uzyskuje się poprzez nakłucie kości gąbczastej. Najczęściej wykorzystywanymi w tym celu kośćmi są grzebienie kości biodrowych lub mostek (trzon lub rękojeść). Z mostka można uzyskać jedynie aspirat krwi szpikowej, z talerza biodrowego możliwe jest również uzyskanie fragmentu kości (trepanobioptatu).

### Punkcja mostka
Badany leży na plecach. Osoba wykonująca badanie po dokładnym umyciu skóry okolicy wkłucia środkiem odkażającym dokonuje znieczulenia skóry i okostnej środkiem do znieczulenia miejscowego (w Polsce najczęściej jest to lidokaina). Następnie używając specjalnej igły z rękojeścią i ogranicznikiem głębokości wkłucia okrężnymi ruchami wprowadza igłę do jamy szpikowej. Przy prawidłowym znieczuleniu chory nie powinien odczuwać bólu. Następnie przy pomocy jałowej strzykawki podłączanej do igły pobiera się 1-2ml krwi szpikowej. W czasie aspiracji pacjent może odczuwać ból, który porównywany jest do bólu zęba. Igłę wraz ze strzykawką okrężnymi ruchami wyciąga się z kości, a miejsce wkłucia zabezpiecza jałowym gazikiem.

### Punkcja kości biodrowej

Biopsja szpiku z talerza kości biodrowej

Najczęściej wybieranym miejscem nakłucia jest kolec biodrowy tylny górny, rzadziej inne elementy grzebienia biodrowego. Punkcji dokonuje się w miejscu, gdzie kość biodrowa jest najlepiej wyczuwalna pod skórą. Badany leży na brzuchu. Technika jest podobna do opisywanej wyżej, używa się jednak innej igły - jest ona nieco grubsza, dłuższa i nie posiada ogranicznika głębokości wkłucia. Igłę wprowadza się okrężnymi ruchami poruszając się prostopadle do brzegu grzebienia biodrowego, równolegle do płaszczyzny talerza biodrowego. Do osiągnięcia jamy szpikowej należy igłę wprowadzić w głąb kości na ok. 1,5 – 2 cm. Dalsza część zabiegu jest identyczna jak w przypadku punkcji mostka.

## Przeciwwskazania
Przeciwwskazania są zwykle względne. Należą do nich ciężkie zaburzenia krzepnięcia krwi, które, jeśli zostaną wcześniej wykryte, mogą być przed badaniem odpowiednio wyrównane. 

## Powikłania
Powikłania badania są rzadkie, a powikłania ciężkie dotyczą w zasadzie jedynie punkcji mostka. Większość powikłań wiąże się z nakłuciem tkanek: przedłużające się krwawienie lub krwotok, stan zapalny w miejscu wkłucia, złamanie igły w kości. W trakcie punkcji mostka może dojść do odmy osierdziowej lub śródpiersiowej, uszkodzenia serca lub dużych naczyń, zatoru tłuszczowego, zapalenia śródpiersia. Procedury dokonuje się sprzętem jednorazowego użytku, więc ryzyko zakażeń wirusowych (WZW, HIV) praktycznie nie istnieje.